# Закс, Клаус Юрген
Клаус Юрген Закс (нем. Klaus-Jürgen Sachs; 29 января 1929, Киль) —
немецкий музыковед
, историк музыки, педагог, профессор (с 1982) университета Эрлангена.

## Биография
Окончил в 1950 году консерваторию в Лейпциге (ныне Лейпцигская высшая школа музыки и театра). Ученик Карла Штраубе. Работал в 1951—1960 гг. кантором и органистом в приходе Св. Петри в Баутцене.
Позже стажировался во Фрайбурге у Г. Эггебрехта.
В 1951—1960 годах преподавал в протестантской Школе церковной музыки в Гёрлице, научный сотрудник Фрайбургского университета в 1963—1967 гг., научный сотрудник Фонда Уолкера (1967—1969), в 1969—1982 годах — преподаватель, в 1982—1994 годах — профессор истории музыки университете Эрлангена, на пенсии с 1994 года. Почётный приглашённый профессор Университета штата Огайо, США, (1992).
Его диссертация о контрапункте XIV—XV веков (1967) — важнейшее источниковедческое и теоретическое исследование на эту тему.
Закс — автор трудов по истории органа (в том числе публикации ранее неизвестных практических руководств и теоретических трактатов) внесли существенный вклад в современное представление о строях и особенностях функционирования органов в эпоху Средневековья и Раннего Возрождения. Автор статей во 2-м издании музыкальной энциклопедии «Die Musik in Geschichte und Gegenwart», в «Словаре музыкальных терминов» (Handwörterbuch der musikalischen Terminologie) и в других справочных изданиях.
Клаус Юрген Закс был внесён в список выдающихся музыковедов по версии Marquis Who’s Who.

## Избранные публикации
- Mensura fistularum: die Mensurierung der Orgelpfeifen im Mittelalter. Stuttg.; Murrhardt, 1970—1980. T. 1-2;
- Der Contrapunctus im 14. und 15. Jahrhundert: Untersuchungen zum Terminus, zur Lehre und zu den Quellen. Wiesbaden, 1974 (Beihefte zum Archiv für Musikwissenschaft. Bd. 13);
- Musikalische Elementarlehre im Mittelalter // Geschichte der Musiktheorie. Bd. 3. Darmstadt, 1990;
- De modo componendi. Studien zu musikalischen Lehrtexten des späten 15. Jahrhunderts. Hildesheim, 2002 (Studien zur Geschichte der Musiktheorie. Bd. 2).